# عبد المجيد عبد الله
عبد المجيد عبد الله (1962 -)، مغني وملحن سعودي.

## السيرة الفنية
كانت البداية حين اكتشف أستاذه إبراهيم سلطان موهبتهُ في الموسيقى والنشاط المسرحي، فذهب معهُ إلى الإذاعة بجدة وغنى فيها لأول مرة في حياتهِ عدة أغانٍ منها لعبدالحليم حافظ وشريفة فاضل، وكان يغني لأصدقائه أغاني طلال مداح وعبد الحليم حافظ.
أول حفل غنى فيه كان حفل نادي الاتحاد السعودي وكان عمره 13 عامًا. بعد ذلك ومن خلال جمعية الثقافة والفنون في جدة تعرف على مجموعة من الملحنين الذين تعاون معهم في بداياته، ثم سجّل لقنوات التلفاز عددًا من أغنياتهِ منها أغنية (حبايب وقت ما يبغوا)، وكانت من كلمات صالح جلال وتلحين الملحن حسن تمراز.
ثم تعرف على الملحن سامي إحسان الذي شجعه ووقف معه وأخذه معهُ في رحلة فنية إلى القاهرة من أجل تسجيل بعض التسجيلات، وذلك في عام 1979م، وكانت هذه المرة الأولى التي يسافر فيها عبد المجيد عبد الله إلى خارج المملكة السعودية، ويعتبر الملحن سامي إحسان هو الذي من قدّم عبد المجيد للساحة الفنية بشكل منظم وبأعمال مميزة في القاهرة، ولقد شاهد عبد المجيد الفنان طلال مداح الذي كان يسجل في الإستوديو بعض أغنياته ورأى كيف يتعامل الأستاذ طلال مع زملائه، وفي هذه المرحلة سجل عبد المجيد 4 أغنيات من ألحان سامي إحسان وهي:
1. الصبر مفتاح الفرج
2. بارق الثغر - والأغنيتان من كلمات إبراهيم خفاجي.
3. إيش علينا من كلمات طلال سريحاني
4. شفتك وفي عيونك حزن من كلمات محمد الفيصل

وطرحت هذه الأغنيات في شريط يضم أغنيات للفنان طلال مداح، وبالطبع لم تحظ الأعمال بالانتشار لأن الشريط طرح باسم الفنان الكبير طلال مداح عن طريق الخطأ.
سافر للقاهرة مرة أخرى في عام 1984 مع الفنان سامي إحسان أيضًا وهناك سجّل من ألحان سامي عدة أغنيات أهمها الأغنية التي اشتهر بها وهي أغنية (سيد أهلي) كلمات إبراهيم خفاجي، وقدمها عبد المجيد عبد الله بعد عودته من القاهرة في مسرح التلفزيون وحققت نجاحًا كبيرًا.
وبصفة عامة فإن عام 1984م يعتبر هو العام الفعلي للانطلاقة الفنية للمطرب عبد المجيد عبد الله عندما قدّم أغنية (سيد أهلي) على مسرح بالتلفزيون السعودي ليتعرّف المشاهدون على صوت عبد المجيد.
كان عبد المجيد عبد الله قد تعرض في بدايته لمعارضة الأهل باحتراف الغناء وبالذات من والدهِ، ولكن تمكن من إقناعهِ ومن إقناع بقية الأهل مؤكدًا بأنه اختار طريق الفن مشوار له.
وكانت أول فرصة أُتيحت له عندما أعلنت الإذاعة السعودية عن اختيار أصوات ومواهب شابة، فتقدم واجتاز الغناء بنجاح.
بعد ذلك التقى بالأستاذ الراحل جمال مرادني الذي علمه الكثير من فنون الموسيقى بالشكل الصحيح وكذلك علمهُ النوتة الموسيقية ووقف بجوارهِ كثيرا، وكان عبد المجيد عبد الله في ذلك الوقت يغني أغاني الموسيقار محمد عبد الوهاب وطلال مداح.
ويمكن تقسيم حياته الفنية إلى أربعة مراحل مهمة وهي:

### مرحلة البداية
كانت مع الملحن سامي إحسان، حيث حقق الانتشار والذي لحّن له أغنيات (سيد أهلي والصبر مفتاح الفرج وميلاد حبي وعمري ما أقولك ليه ولا تكثر اللوم) والتي عرف الجمهور من خلالها صوت عبد المجيد عبد الله من خلال تلك الأغاني.

### المرحلة الثانية
كانت مع الملحن البحريني خالد الشيخ الذي لحّن له عدة أغنيات حققت له الشهرة والنجاح على مستوى كبير في الخليج العربي، مثل أغنيات: طائر الأشجان، ارجع بالسلامة، زمان الصبا، رد السلام، ساكن القلب وآن الأوان.

### المرحلة الثالثة
وهي المرحلة من نهاية عقد التسعينات وبداية الألفية وكانت أغلب أغانيه للملحن صالح الشهري الذي قدّم لهُ أغاني ناجحة على مستوى العالم العربي مثل (رهيب، كيف أسيبك، خفيف الدم ودندنة وحيل الله) وأيضًا الملحن ممدوح سيف الذي لحّن له أغنية (يا طيب القلب). وتعاون أيضًا مع الشاعر ساهر والملحن مشعل العروج (أنت العزيز -أعز إنسان)

### المرحلة الرابعة: مليون خاطر
المرحلة التي اعتمد فيها عبد المجيد عبد الله على التنويع والتجديد وإمكانيات كبيرة في التوزيع لإرضاء مليون خاطر (كناية عن أغلب الأذواق) وكانت البداية منذ ألبوم ليالينا وأغنية (قلة) وهي أول تعاون رسمي مع الشاعر تركي وتوأمه الملحن طارق محمد، وامتد ذلك عبر ألبوم الحب الجديد إلى الآن، واكتملت الصورة بتعاونه مع الملحن سهم بداية من أغنية بريحك وناوي تخليني وكان التعاون بينهما واضح في ألبوم مليون خاطر بتسعة أغاني، وأخيرًا وليكتمل المثلث الفني مع صوت عبد المجيد وألحان سهم، تعاون مع الشاعرة شموخ العقلا العالية (لازاد، يا ما حاولت، ودي أكون، احكي بهمسك) وتعاون أيضا مع فهد المساعد (آخر العشاق) ومع الشاعر الكويتي أحمد الصانع (أشياء تسوى، لا تمثّل لي).
فتخللت هذه المراحل الأربع تعاون عبد المجيد عبد الله مع ملحنين سعوديين وخليجيين آخرين، ولكن كان التركيز مع الأسماء التي ذكرناها.

### عبد المجيد ملحناً
ظهر اسم عبد المجيد عبد الله ملحناً ولأول مرة بصوت غيره في ألبوم المطرب أصيل أبوبكر الذي طُرح في منتصف عام 1996م وكانت الأغنية بعنوان (أعجبك) من ألحانهِ وكلمات محمد القرني.

### ملحنين
غنّى من ألحان مجموعة من الملحنين السعوديين والخليجيين المعروفين منهم الراحل الكبير طلال مداح الذي لحّن له ألبوم كامل حقق له نجاح جيد خاصة أغنيات (الحب قسمه ونصيب) و (عندك خبر) وغنّى أيضا من ألحان الفنانين عمر كدرس وسراج عمر ومدني عبادي وسامي إحسان وجميل محمود ومحمد المغيص وطلال باغر وصالح الشهرى وعبدالرب إدريس وممدوح سيف وخالد الشيخ، كما قدّم عبد المجيد إحدى أغنيات الفنان الكبير طارق عبد الحكيم القديمة وهي أغنيـــة (أبكي على ما جرالي يا هلي) وحقق بها نجاح كبير، كما قدّم مجموعة من أغنيات الفنان الكبير الراحل فوزي محسون وأيضا حقق من خلالها شهرة كبيرة مثل أغنيات (سبحانوا وقدروا عليك) و (بشرّوني عنك) و (روح أحمد الله وبس) وغيرها.
أما أبرز الشعراء الذين تعامل معهم عبد المجيد خلال مشواره الفني نذكر منهم إبراهيم خفاجي وبدر بن عبد المحسن بن عبد العزيز آل سعود وعبد الرحمن حجازي ومحمد بن عبد الله الفيصل آل سعود وياسين سمكري ونجيـب بطيش وساري ومحمد القرني وسعود بن عبد الله وخالد الفيصل وسعود سالم وأسير الشوق وأحمد الصانع وغيرهم.
قدّم خلال مشواره الفني مجموعة من الألبومات الغنائية الناجحة، التي من خلالها قدّم أغنياته التي تعرّف الجمهور على صوته، ومن أشهر الأغنيات التي قدّمها المطرب عبد المجيد عبد الله منذ بدايته والتي لا زالت تحقق شهرة إلى اليوم (سيد أهلي، سعيد الحظ قلبي، وفّر عتابك لنفسك، يا شمس نورني، غزيّل صابني بحيرة، تخيّل، سافر بالسلامة، طائر الأشجان، على نيتي، آن الأوان، كيف أسيبك، خفيف الدم، موت وميلاد، رد السلام، رهيب، جده حبيبي، يا طيب القلب، قلة، إنسان أكثر، فراغ العاطفة، ألف مرة، ولو يوم أحد، أشياء تسوى).

### ابتعاده عن الحفلات
ابتعد عبد المجيد عبد الله عن الحفلات الغنائية بسبب مشكلة في الأذن الوسطى لمدة 5 سنوات تقريباً من عام 2017 إلى عام 2022، وكانت آخر حفلاته قبل عودته حفلة الكويت في مسرح دار الأوبرا عام 2017م وظهر في أكثر من حفلة بتقنية «الاتصال»، وعاد أول مرة في 1 يناير 2022 بحفلة التريو في الرياض، وتغنى بأغنيتين وبعد شهر تقريباً من حفلة التريو أقام حفلتين مُتتاليتين في الرياض في مسرح محمد عبده بعنوان «ليلة العودة» أو «ليلة عبد المجيد»، وبعد ليلة العودة أقام حفلة في دبي، و3 حفلات مُتتالية في دولة الكويت، وحفلتين مُتتاليتين في جدة، وحفلتين مُتتاليتين أيضا في البحرين.

## مجال الغناء

### { الألبومات الرسمية }
- 1 - سيد أهلي 1984
- 2 - ظل الهدب 1985
- 3 - تخيل 1985
- 4 - عسل صافي 1985
- 5 - بنت بلدي 1985
- 6 - انتظروني 1986
- 7 - يا الله اليوم 1986
- 8 - رسالة حب 1986
- 9 - ارجع بالسلامة 1987
- 10 - باشل حبك معي 1987
- 11 - آن الأوان 1988
- 12 - رد السلام 1989
- 13 - الشاهين { 1 } 1989
- 14 - عاتب 1990
- 15 - ألف ليلة وليلة 1990
- 16 - عليهم صابر 1991
- 17 - الوعد 1991
- 18 - وردة البحر 1991
- 19 - انشودة النصر 1991
- 20 - عندك خبر 1992
- 21 - حبيبي 1992
- 22 - مشوار الأحبة 1992
- 23 - الله الله بالأمانة 1992
- 24 - يا حبيب القلب 1992
- 25 - أنا بالعين خصيته 1992
- 26 - يا شفاتي 1993
- 27 - إنت تستاهل 1993
- 28 - شبكني 1993
- 29 - لا ترحلي 1994
- 30 - خفيف الدم 1994
- 31 - سعيد الحظ 1994
- 32 - رهيب 1995
- 33 - روحي تحبك 1996
- 34 - التلاقي 1996
- 35 - ياهاجسي 1996
- 36 - رايق 1997
- 37 - يا طيب القلب 1998
- 38 - ذاكرة غيوض 1998
- 39 - غالي 1999
- 40 - إنت العزيز 2000
- 41 - فن { 1 } 2001
- 42 - أعز الناس 2002
- 43 - أهل المغنى 2002
- 44 - ليالينا 2003
- 45 - غاليه 2003
- 46 - حقك علي 2004
- 47 - خليجى ستار { 1 } 2004
- 48 - ميوزيكانا { 8 } 2004
- 49 - الحب الجديد 2005
- 50 - إنسان أكثر 2007
- 51 - مليون خاطر 2008
- 52 - المنوعات المختارة 2008
- 53 - دندنه { 2 } 2008
- 54 - خليجى 2009
- 55 - هلا بش 2009
- 56 - روتانيات 2009
- 57 - تناقض 2010
- 58 - منوعات دهب 2010
- 59 - ذنب مين 2010
- 60 - بنت الخيال 2011
- 61 - تحياتي 2012
- 62 - اسمعني 2015
- 63 - عالم موازي 2021
- 64 - هلا بدفى روحي 2022
- 65 - غياهيب 2012
- 66 - احاسيس 2012
- 67 - حلم 2012 وصرح عبدالمجيد عبدالله بعد ألبوم «عالم موازي» بأنه الالبومات الطويلة انتهى عصرها وسيكون ألبوم «عالم موازي» أخر ألبوم طويل، ومن الممكن إن ينزل «ميني ألبوم» يضم 3 أو 4 أغاني بالكثير.

### فيديو كليبات
صور العديد من الأغاني على طريقة الفيديو كليب، وكانت من إنتاج قناة ART الموسيقى التابعة لشبكة راديو وتلفزيون العرب بالتعاون مع شركة روتانا للصوتيات والآن تعرض على روتانا موسيقى.
- الخطايا العشر
- تحياتي
- أنا وش حالي
- سوريا العز مع أسماء المنور
- هدوء
- خطاك
- قله
- الحب الجديد
- غنوا لحبيبي
- لن شافوني
- لا تجرح المجروح
- تكبر
- قبلة الإسلام مع راشد الفارس
- عاش سلمان مع راشد الماجد
- آه يالرياض
- تناسيني
- شيخة الحور
- هذا يوسف
- كيف أسيبك
- مرت سنة مع محمد عبده (مغني)
- يا حلاة اللي نظرته
- استكثرتك
- ما في جديد
- سعيد الحظ
- اذهلتني
- روحي تحبك
- بين الرموش
- قلبي يسلم عليك
- يا طيب القلب
- أبكي على ما جرالي
- كل عام وأنت الحب
- متغير علي
- ادلع يا كايدهم
- رهيب
- ما ريحوني
- شبكني
- أكذب الوعد
- ما أذكر متى
- عليهم صابر
- لو تدري
- حبيتك
- من الغلا
- أنت تستاهل
- انسحابي
- ما كان الفراق
- أنا في العين
- انتهى
- حبايبنا
- خفيف الدم
- أنا صادق
- أحبك ليه
- يا حمام
- من عافنا مع عبد الله الرويشد

### الأغاني المفردة
- 1997 : اتبعك
- 2009 : القوس قوسك
- 2009 : خلص حنانك
- 2009 : حبيبي اللي سكن بالعين
- 2010 : هلا بش
- 2010 : خطاك
- 2010 : حبي الأول مع راشد الماجد
- 2010 : تناقض
- 2010 : ذنب مين
- 2010 : تكبر
- 2010 : مرت سنة دويتو مع محمد عبده
- 2011 : خاتم سليمان
- 2011 : الله يرحم غلاك
- 2011 : قامت الساعة
- 2012 : الموت الأحمر
- 2013 : مجنون صاحي
- 2013 : للزين سر مع آمال ماهر
- 2013 : ذكراك
- 2013 : يا عيونه
- 2014 : حبيبي ياللي ساكن خيالي
- 2015 : أدري
- 2016 : انتحل شخصيتك
- 2018 : خايف أحبك
- 2018 : من مثلك
- 2018 : عايش سعيد
- 2019 : أطيح واقف
- 2019 : شكرًا
- 2019 : الله عليك
- 2019 : كلما
- 2020: حن الغريب
- 2021: اخدت القلب
- 2021: غزال ماينصادي
- 2022: تتنفسك دنياي
- 2022: فزّي له يا أرض
- 2023: مكانك
- 2023: جيت قبلك
- 2024: لك ساقني الرب
- 2024: حكى واجد
- 2024: خلاص مابي
- 2024: أبا عيش
- 2024: أحتاجلك
- 2024: أحط راسي

### أغاني مسلسلات
- 2003 : يوم آخر.
- 2004 : بعد الشتات.
- 2006 : الحب الاول.

### ملحنون تعاون معهم
- سراج عمر
- عبد الرب إدريس
- خالد الشيخ
- سامي إحسان
- صالح الشهري
- ممدوح سيف
- مروان خوري
- طارق محمد
- مشعل العروج
- سهم
- عبد الله الرميثان
- فايز السعيد
- رابح صقر
- احمد الهرمي
- ياسر بوعلي

## شعراء تعاون معهم
- عبد الرحمن حجازي
- بدر بن عبد المحسن
- إبراهيم خفاجي
- بدر برجس
- فهد المساعد
- محمد القرني
- مساعد الرشيدي
- الأمير تركي بن عبد الرحمن آل سعود (اسماء مستعارة: طارق محمد - حسين بن عبد العزيز)
- عبد الرحمن السعدون
- عبد الحكيم الدريس
- أحمد الصانع
- الشيخ عبد العزيز العجلان
- فهد المساعد
- صالح الزيد
- شموخ العقلا (العاليه)
- تركي ال الشيخ
- الجادل

## الجوائز والتكريمات
2022:   السعودية جائزة صناع الترفيه الفخرية في النسخة الثانية من حفل توزيع جوائز صناع الترفيه 2022، الرياض.

## روابط خارجية
- عبد المجيد عبد الله على موقع ميوزك برينز (الإنجليزية)
- عبد المجيد عبد الله على موقع ديسكوغز (الإنجليزية)